# Верхов'я (Орловська область)
Верхов’я (рос. Верховье) — смт у Верховському районі Орловської області Російської Федерації.
Населення становить 6767 осіб. Входить до муніципального утворення міське поселення Верхов'я.

## Історія
Населений пункт розташований у межах Чорнозем'я. 30 липня 1928 року у складі Орловського округу Центрально-Чорноземної області, 13 червня 1934 року після ліквідації Центрально-Чорноземної області населений пункт увійшов до складу новоствореної Курської області.
З 27 вересня 1937 року район у складі новоствореної Орловської області.
Від 2013 року входить до муніципального утворення міське поселення Верхов'я.

## Населення
| 1939  | 1959  | 1970  | 1979  | 1989  | 2002  | 2009  |
| ----- | ----- | ----- | ----- | ----- | ----- | ----- |
| 2564  | ↗3729 | ↗6226 | ↗7318 | ↗8983 | ↘8071 | ↗8375 |
| 2010  | 2012  | 2013  | 2014  | 2015  | 2016  | 2017  |
| ↘7173 | ↘7132 | ↗7165 | ↗7216 | ↘7060 | ↘6912 | ↗6956 |
| 2018  |       |       |       |       |       |       |
| ↘6948 |       |       |       |       |       |       |